# تلچ
تلچ (به لاتین: Telč) یک شهر در جمهوری چک است که در Jihlava District واقع شده‌است. تلچ ۵٬۸۱۲ نفر جمعیت دارد.

## نگارخانه

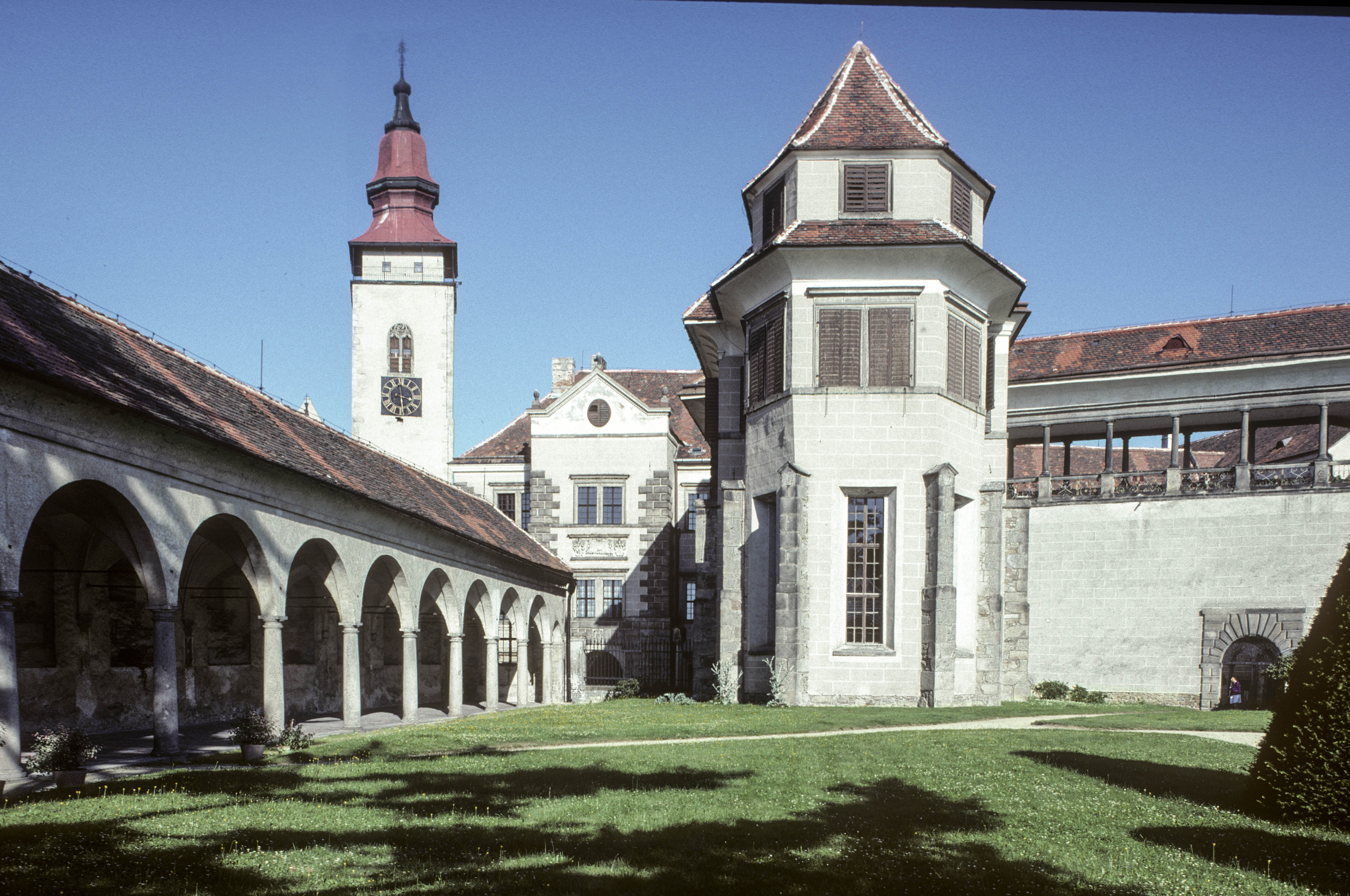
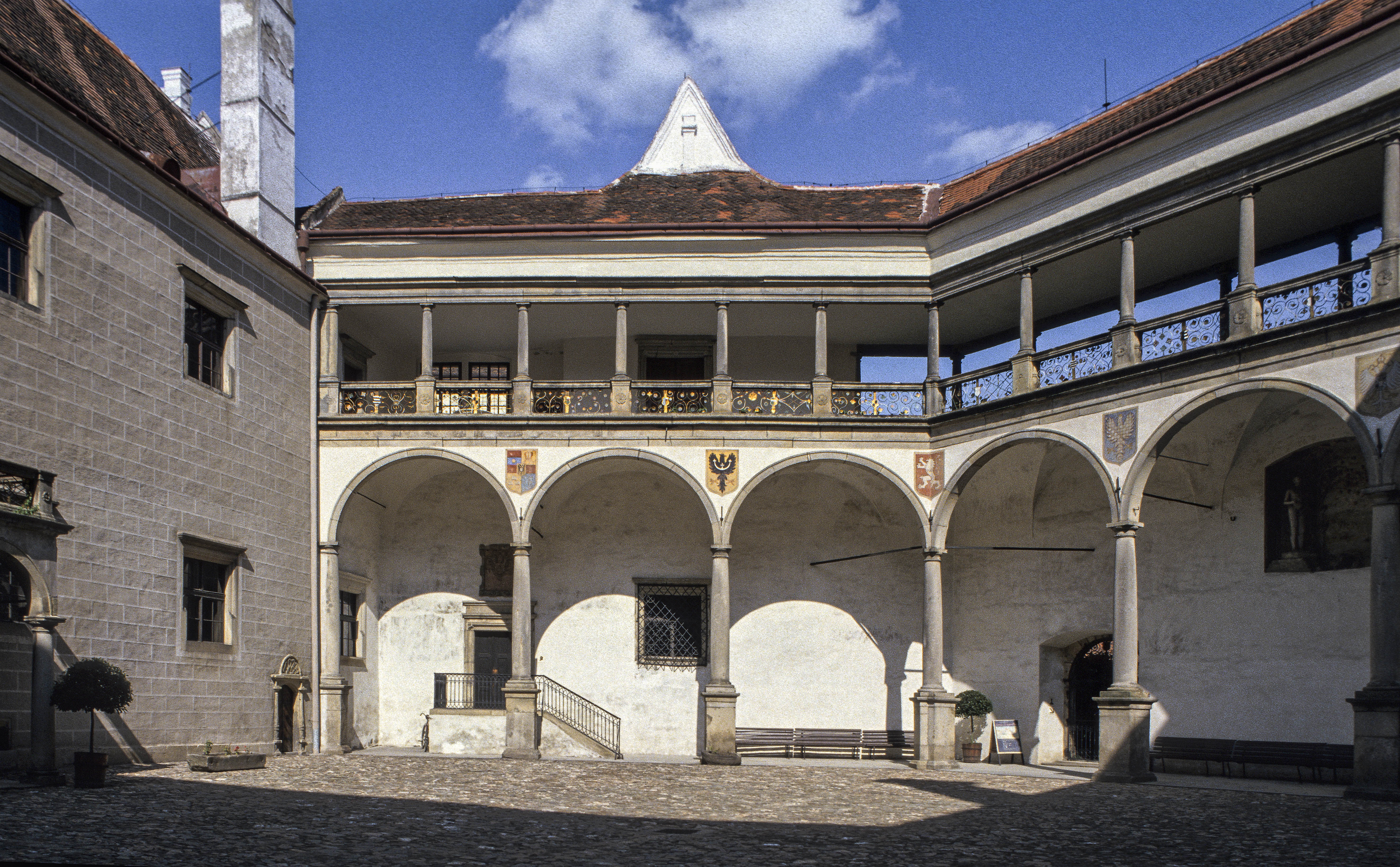
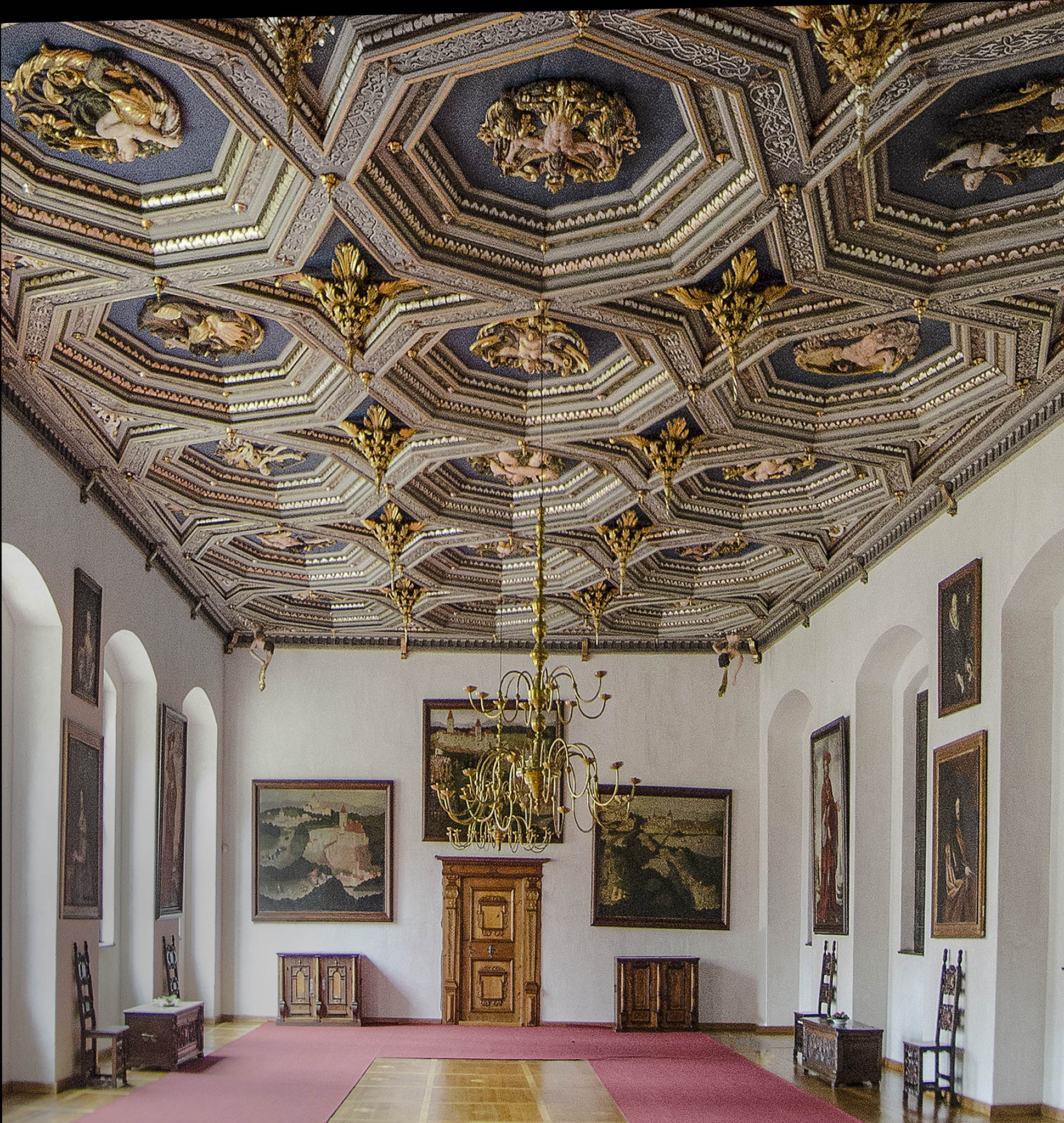
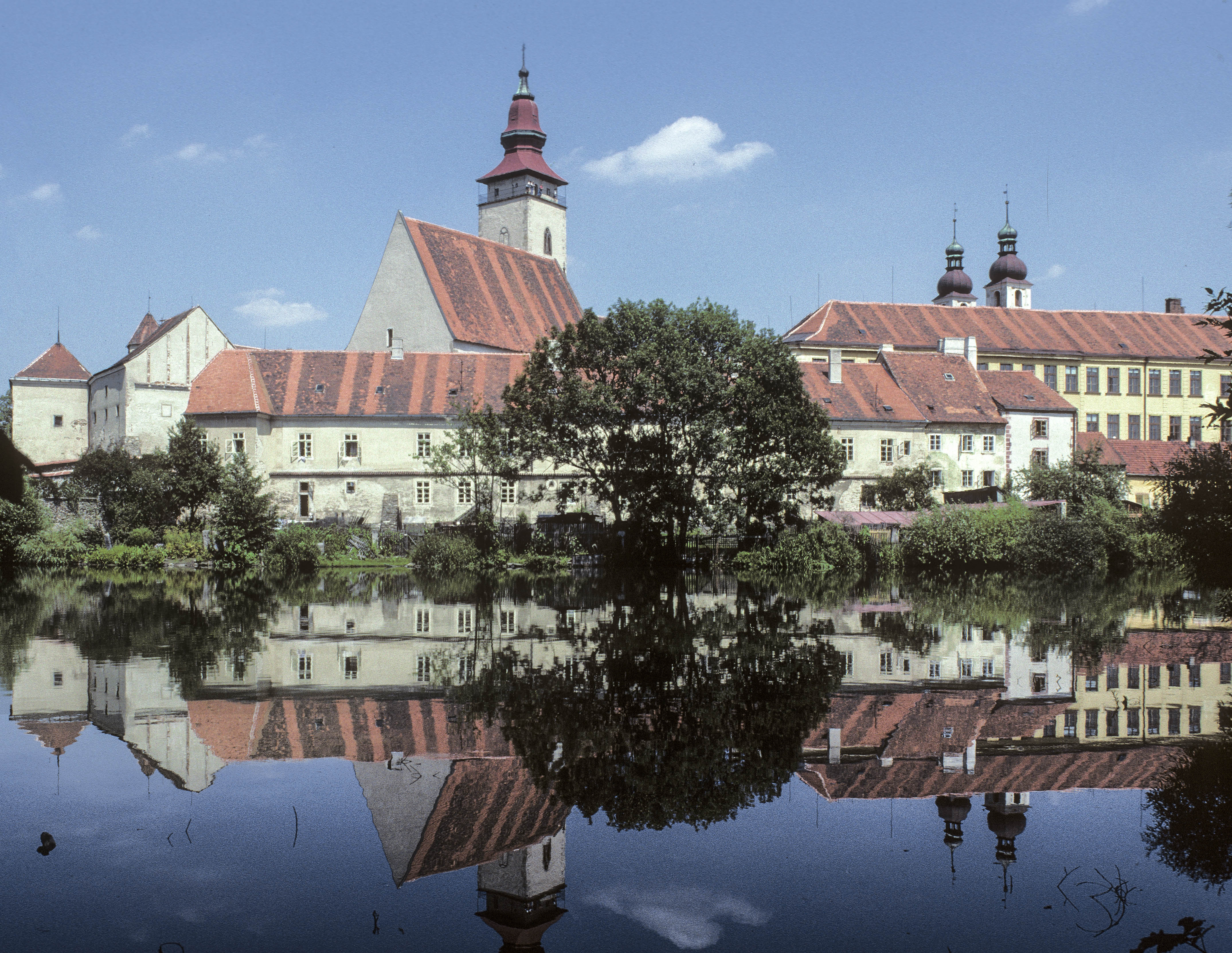
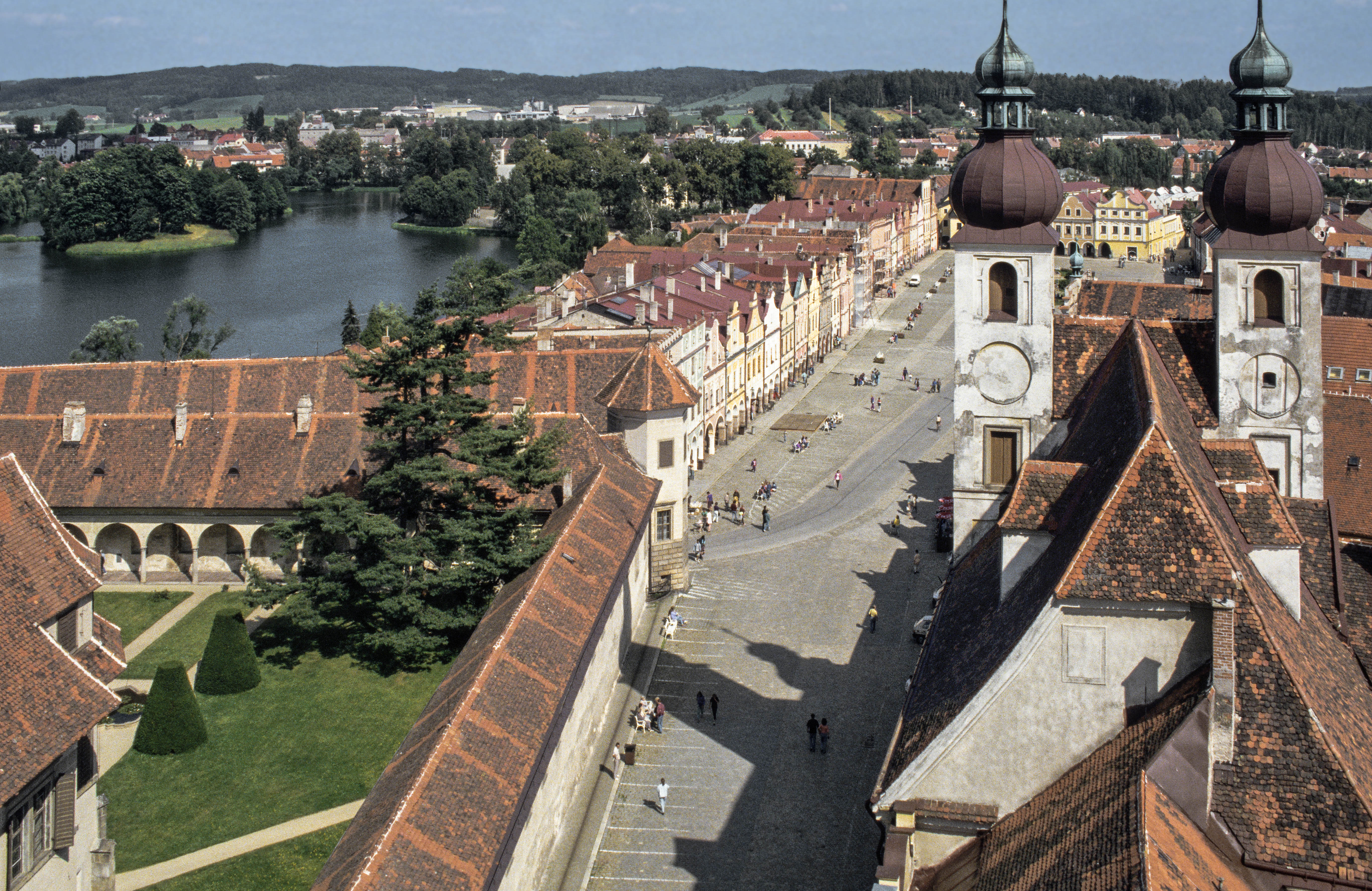
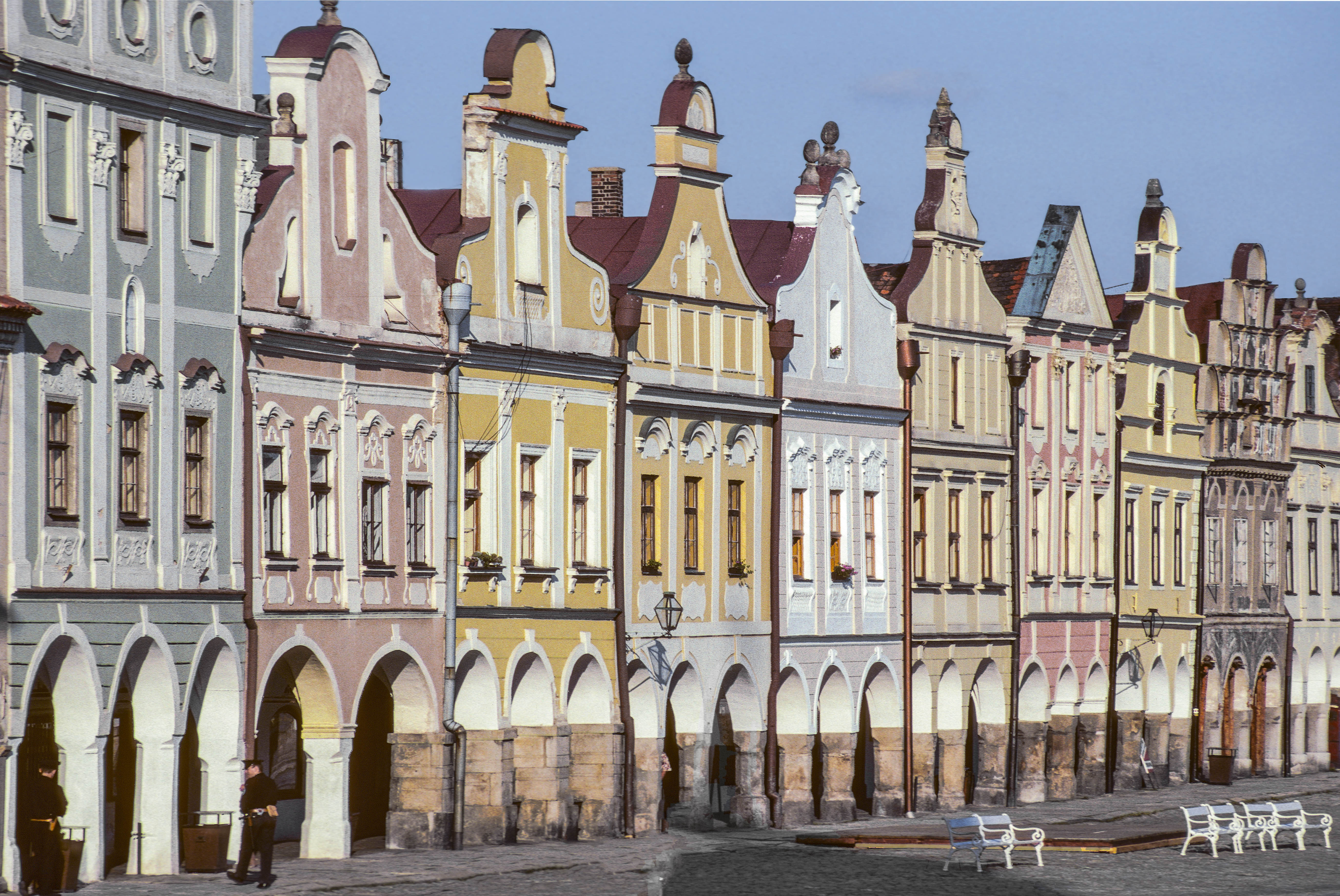
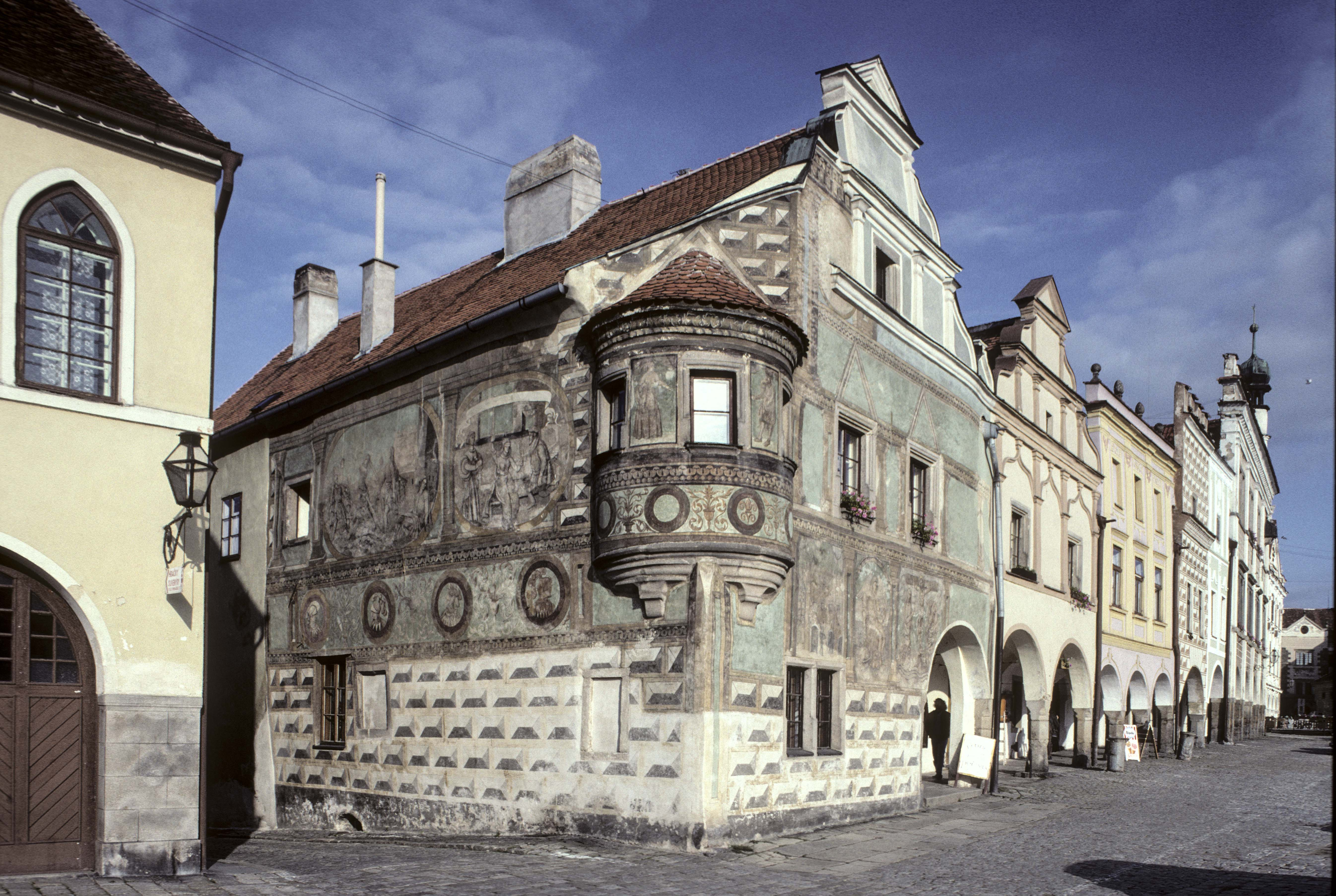
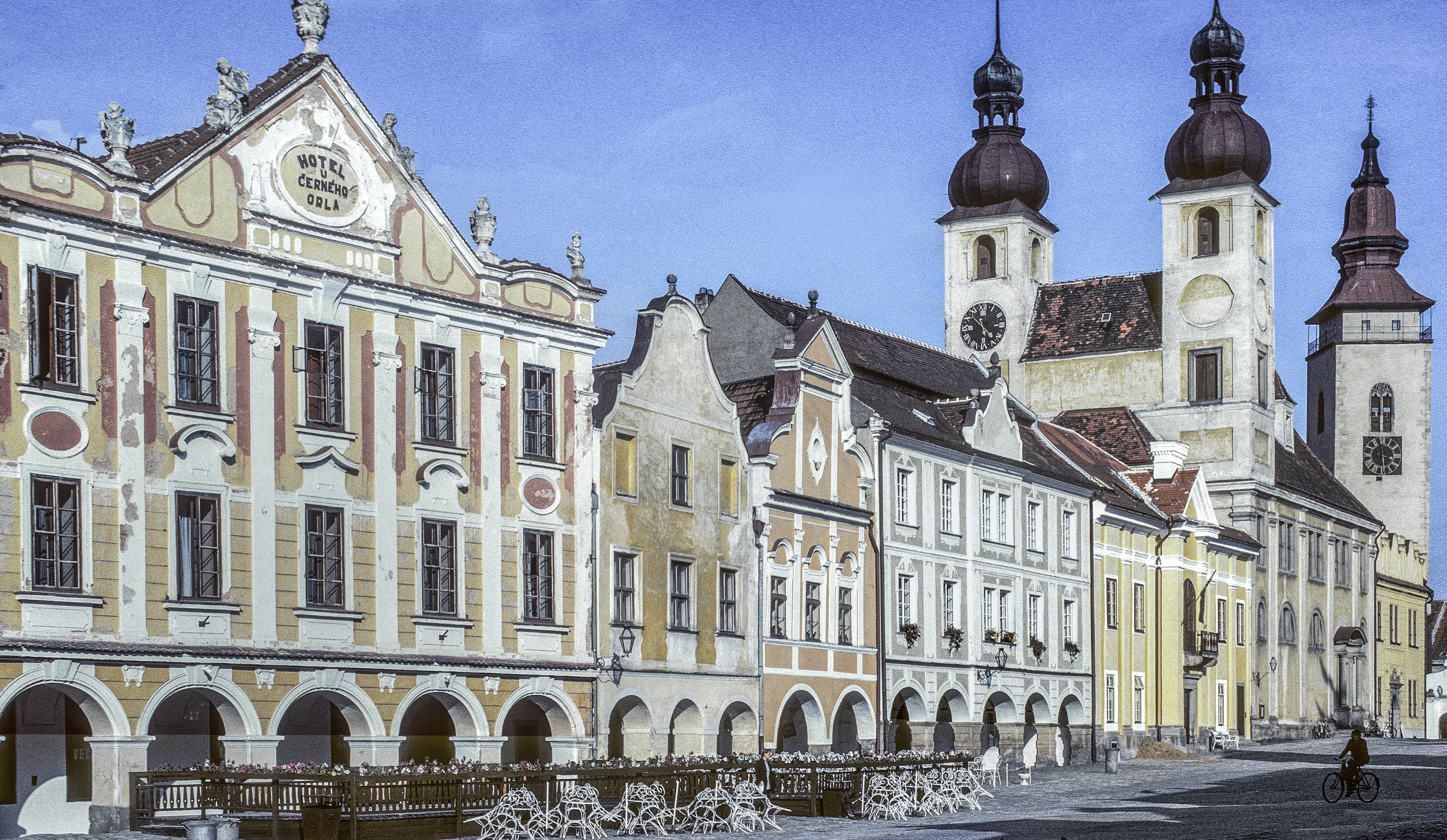